# La Quinta
La Quinta és una població dels Estats Units a l'estat de Califòrnia. Segons el cens del 2000 tenia 23.694 habitants.

## Demografia
Segons el cens del 2000, La Quinta tenia 23.694 habitants, 8.445 habitatges, i 6.553 famílies. La densitat de població era de 288,1 habitants/km².
Dels 8.445 habitatges en un 38,1% hi vivien nens de menys de 18 anys, en un 64,6% hi vivien parelles casades, en un 9,2% dones solteres, i en un 22,4% no eren unitats familiars. En el 17% dels habitatges hi vivien persones soles el 6,6% de les quals corresponia a persones de 65 anys o més que vivien soles. El nombre mitjà de persones vivint en cada habitatge era de 2,8 i el nombre mitjà de persones que vivien en cada família era de 3,16.
Per edats la població es repartia de la següent manera: un 29,1% tenia menys de 18 anys, un 6% entre 18 i 24, un 29% entre 25 i 44, un 22,4% de 45 a 60 i un 13,4% 65 anys o més.
L'edat mediana era de 36 anys. Per cada 100 dones de 18 o més anys hi havia 93,1 homes.
La renda mediana per habitatge era de 54.552 $ i la renda mediana per família de 56.848 $. Els homes tenien una renda mediana de 40.553 $ mentre que les dones 31.627 $. La renda per capita de la població era de 27.284 $. Entorn del 5% de les famílies i el 7,8% de la població estaven per davall del llindar de pobresa.

## Poblacions més properes
El següent diagrama mostra les poblacions més properes.